# Verwaltungsgemeinschaft Lindenberg/Eichsfeld
De Verwaltungsgemeinschaft Lindenberg/Eichsfeld is een gemeentelijk samenwerkingsverband van acht gemeenten in de Landkreis Eichsfeld in de Duitse deelstaat Thüringen. Het bestuurscentrum bevindt zich in Teistungen.

## Deelnemende gemeenten
De volgende gemeenten maken deel uit van de Verwaltungsgemeinschaft:
1. Berlingerode
2. Brehme
3. Ecklingerode
4. Ferna
5. Hundeshagen
6. Tastungen
7. Teistungen
8. Wehnde